# Chlorophylle c2
La chlorophylle c2 est une forme de chlorophylle de couleur dorée à brune présente chez certaines phéophycées (algues brunes) telles que les diatomées et les dinoflagellés. Elle est utilisée par ces organismes comme pigment photosynthétique complémentaire des chlorophylles a et b. Elle présente quelques particularités structurales telles que l'absence de chaîne latérale terpénoïde et un cycle D non réduit. Ses pics d'absorption se situent, pour Sargassum flavicans, autour de 448,5 nm, 581,8 nm et 628,8 nm.

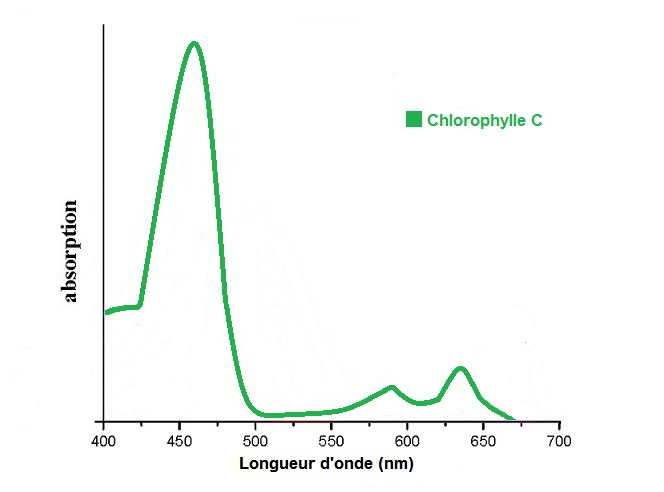
spectre d'absorption de la chlorophylle c2